# Kościoły lokalne (ruch religijny)
Kościoły lokalne (miejscowe) – nurt w obrębie chrześcijaństwa ewangelikalnego, uznający, że podstawowe prawdy wiary („jedyne konieczne”, łac. unum necessarium) są wystarczające dla zachowania doktrynalnej jedności chrześcijan. 
Prawdy te – składające się na wiarę – obejmują takie zagadnienia, jak: Biblia, Bóg, Chrystus, dzieło Chrystusa, zbawienie i Kościół. Każdy chrześcijanin  podziela te same wierzenia dotyczące wspólnej wiary (List św. Pawła do Tytusa 1:4). Trwanie w tych prawdach pozwala zachować jedność wiary. Wierzenia inne niż te, które obejmują wiarę, prowadzą częstokroć do sporów i podziałów. Przyjmowanie prawd drugorzędnych pozostaje kwestią wolności chrześcijanina. Powyższe stanowisko zgodne jest z maksymą Augustyna: "W sprawach pierwszorzędnych – jedność, w drugorzędnych – wolność, a we wszystkich – miłość" (In necessariis unitas, in dubiis libertas, in omnibus caritas).
Praktycznym wyrazem jedności chrześcijan jest Kościół gromadzący się w miejscu ich zamieszkania. Podłoże miejsca, a nie drugorzędne szczegóły doktrynalne, powinno być czynnikiem, który jednoczy chrześcijan. 
Nurt kościołów lokalnych powstał dzięki kaznodziejskiej posłudze Watchmana Nee. Została ona podjęta w Chinach w latach 30. XX w., a następnie kontynuowana w Azji i na innych kontynentach przez posługę Witnessa Lee. Obaj uznali kościół lokalnych (zbór lokalny) za najmniejszą i zarazem największą widzialną jednostkę organizacyjną Kościoła powszechnego, sankcjonowaną przez Nowy Testament. Każdy kościół lokalny, choć samodzielny, aby zachować charakter Kościoła musi jednakże praktykować jedność z innymi kościołami. 
Nurt kościołów lokalnych nawiązuje do apostolskiej tradycji wczesnego chrześcijaństwa, kiedy to istniały liczne kościoły lokalne, a nie istniał podział na wyznania (denominacje). Intencją tego nurtu chrześcijaństwa jest powrót do stanu "jedna miejscowość – jeden kościół". Ponieważ zakłada świadomy i ewolucyjny proces dochodzenia chrześcijan do tego stanu, sprzeciwia się destrukcyjnym działaniom podejmowanym przez zwolenników Horsta Schaffranka, posługujących się hasłem „kościoła lokalnego”, choć odmiennie pojmowanym.
Według ostrożnych danych z 2023 roku liczy co najmniej 1 milion członków w Chinach. Ponadto ma liczne zbory w innych krajach na całym świecie, w tym ponad 300 w samych Stanach Zjednoczonych i Kanadzie. 